# Union coloniale française
L'Union coloniale française (UCF) est un groupe de pression français fondé en 1893 dans le but d'assurer la poursuite de la colonisation française, ainsi que de solidifier les intérêts commerciaux de ses membres, des négociants, industriels et banquiers. L'Union coloniale française a été une organisation coloniale pivot qui a grandement favorisé les affaires commerciales de ses adhérents ainsi que les affaires étrangères françaises. 

## Historique
Son influence est sans rapport avec son nombre d'adhérents (234 en 1894, 531 en 1896, 1 219 en 1900). Celui-ci est en effet limité par les conditions d'adhésion qui stipulent la nécessité d'occuper une « situation de chef, administrateur, directeur ou fondé de pouvoir de maisons ou sociétés faisant d'une manière suivie des affaires directes dans les colonies françaises ou pays de protectorat ou d'influence française ». L'Union coloniale est l'un des pôles du « parti colonial français », aux côtés du Comité de l'Afrique française et des groupes coloniaux du Parlement. 
Elle édite un Bulletin qui devient en 1897 un journal bimensuel, La Quinzaine coloniale, en 1938 La Revue française d'outre-mer. Elle fonde une Ligue coloniale de la jeunesse, organise de nombreuses conférences (400 entre 1893 et 1903), des dîners mensuels et des banquets annuels, des congrès, dont l'Exposition coloniale de Marseille en 1906.
Un grand emprunt est lancé par l'Union coloniale pour les infrastructures du chemin de fer de l'Indochine, lors de l'Exposition coloniale internationale de Paris et de la loi du 31 mars 1931 modernisant le Crédit colonial,, accordant au passage à la Banque d'Indochine des capitaux et représentants de l’État au conseil d’administration, pour « la mise en valeur des colonies ». Edmond Giscard d'Estaing, recruté en 1926 par la Société financière française et coloniale avait dès 1927 intégré la section indochinoise de l'Union coloniale, présidée par Stanislas Simon, directeur de la Banque d'Indochine, qui y avait au siècle précédent « accompli une fulgurante carrière ». 
Entre 1941 et 1943, l'Union coloniale fusionne avec le Comité de l'Indochine et l'Institut colonial français pour devenir le Comité de l'Empire français. En 1948, cette appellation est abandonnée au profit de celle de Comité central de la France d'Outre-mer (CCFOM). Au début de 1968, le CCFOM laisse la place au Comité central du rayonnement français, qui décerne un prix littéraire, le prix Chateaubriand.

## Présidents[7]
- Emile Mercet (1842-1908), banquier (associé de Perier frères et Cie et administrateur puis vice-président et enfin président en 1902 du Comptoir national d'escompte de Paris, 1893-1903[8]
- Jules Charles-Roux, industriel et armateur, 1903-1918
- Julien Le Cesne (1854-1931), administrateur-délégué et vice-président, puis président de la Compagnie française de l'Afrique occidentale, 1918-1926[9]
- Frédéric François-Marsal, administrateur de sociétés, président de la Société commerciale de l'Ouest africain (SCOA), sénateur, ancien président du conseil, 1927-1932
- André Lebon, 1932-1938
- présidence vacante, 1938-1944
- François Charles-Roux, ancien diplomate, président de la Compagnie universelle du canal maritime de Suez, 1944-1956
- René Massigli, ancien secrétaire général du Quai d'Orsay, 1956-1958
- Georges Riond (1909-1997), journaliste et militant politique, ancien vice-président de l'Assemblée de l'Union française, 1958- ?

## Directeurs généraux
- Joseph Chailley, dit Chailley-Bert, secrétaire général puis directeur général, 1893-1927
- Charles-Auguste Leneveu (ou Le Neveu) (1883-1956), ancien diplomate, 1927-1951[10]
- Général Jean Touzet du Vigier, 1951- ?

## Sources
- Marc Lagana, Le Parti colonial français: Éléments d'Histoire, Presses universitaires du Québec, 1990
- Raoul Girardet, L'Idée coloniale en France de 1871 à 1962, La Table Ronde, Paris, 1972
- Jacques Marseille, Empire colonial et capitalisme français, Albin Michel, 2005
- Henri Brunschwig, Le parti colonial français, dans la Revue française d'histoire d'outre-mer, 1959, , vol. 46, n° 162
- La Dépêche coloniale illustrée, 30 novembre 1903: Les dix premières années de l'Union coloniale
- Notice sur l'Union coloniale française, 1894
- L'Union coloniale française sur la base des Archives nationales de l'outre-mer/Anom